# Škoda 27T
Škoda 27T (CSR Y03) – typ dwukierunkowego tramwaju wytwarzanego w Chinach w zakładach CRRC Qingdao Sifang na licencji zakupionej od Škody Transportation.

## Konstrukcja
Typ 27T wywodzi się konstrukcyjnie z modelu Škoda 15T. Jest to trójczłonowy, dwukierunkowy wagon z czterema wózkami napędowymi bez osi. Tramwaj można wyposażyć w pomocnicze baterie lub napęd wodorowy (jest to pierwszy tramwaj na wodór w historii). Wygląd zaprojektował producent, chińskie przedsiębiorstwo CRRC Qingdao Sifang.

## Dostawy
W 2013 r. czeska Škoda Transportation zawarła z chińskim zakładem CSR Qingdao Sifang (w 2017 r. przemianowanym na CRRC Qingdao Sifang) umowę, na mocy której Chiny uzyskały licencję i informacje o technologii, które miały pozwolić na produkcję 400 tramwajów 15T i ich modyfikacji, trwającą do roku 2023. Rok później w Qingdao powstał chiński prototyp modelu 15T z wykorzystaniem części sprowadzonych z Czech. Kolejne wagony dostosowano już do wymagań chińskiego rynku (dwukierunkowość, klimatyzacja przedziału pasażerskiego, zwiększona długość i szerokość). Otrzymały one nowy wygląd i nowe oznaczenie – Škoda klasyfikuje ten typ jako 27T, a chiński producent używa oznaczenia CSR Y03. Pierwsze dwa tramwaje 27Twyposażono w wózki z czeskich tramwajów 15T, kolejne mają już wózki produkcji miejscowej. Z Czech do Chin importowane są też niektóre inne części.
Pierwsze dwa prototypy 27T skonstruowano w 2015 r. Razem z kolejnymi pięcioma zainaugurowały one w 2016 r. funkcjonowanie nowego systemu tramwajowego w Qingdao, który składa się z jednej trasy o długości 8,8 km i 12 przystanków.
| Państwo        | Miasto         | Lata dostaw    | Liczba | Numery taborowe | Uwagi     |             |
| -------------- | -------------- | -------------- | ------ | --------------- | --------- | ----------- |
| Chiny          | Qingdao        | 2015           | 2      | QT001, QT002    | prototypy | [ 5 ] [ 6 ] |
| Chiny          | Qingdao        | 2016           | 5      | QT003–QT007     |           | [ 5 ] [ 6 ] |
| Łączna liczba: | Łączna liczba: | Łączna liczba: | 7      |                 |           |             |